# Concorrenza fiscale
La concorrenza fiscale, ossia una forma di concorrenza normativa, esiste quando i governi usano riduzioni degli oneri fiscali per incoraggiare l'afflusso di risorse produttive o per scoraggiare l'esodo di tali risorse. Spesso ciò significa una strategia governativa per attrarre investimenti esteri diretti, investimenti esteri indiretti (investimenti finanziari) e risorse umane di alto valore riducendo al minimo il livello fiscale complessivo e / o le preferenze fiscali speciali, creando un vantaggio comparato.
Gli studiosi generalmente ritengono che gli incentivi allo sviluppo economico siano inefficienti, economicamente costosi e distorti.

## Storia
A partire dalla metà del 1900 i governi avevano più libertà nel fissare le tasse, poiché le barriere alla libera circolazione dei capitali e delle persone erano alte. Il graduale processo di globalizzazione sta abbassando queste barriere e provoca un aumento dei flussi di capitale e una maggiore mobilità delle risorse umane.

## Effetti
Secondo uno studio del 2020, la concorrenza fiscale "riduce principalmente le tasse per le imprese mobili ed è improbabile che influenzi sostanzialmente l'efficienza della sede aziendale". Un documento NBER del 2020 ha trovato alcune prove del fatto che gli incentivi fiscali statali e locali negli Stati Uniti hanno portato a guadagni occupazionali, ma nessuna prova che gli incentivi hanno aumentato la crescita economica più ampia a livello statale e locale.

## Esempi
Florida tasse di vendita di grandi imbarcazioni
Quando la politica fiscale è competitiva attraverso l'elusione fiscale legale, tutti possono trarne profitto. Ad esempio, la Florida una volta ha tassato tutte le vendite di barche al 6% senza un massimo. Di conseguenza, i residenti in Florida non hanno acquistato grandi imbarcazioni nello stato e non sono state riscosse imposte sulle vendite. Nel 2010 la Florida ha adottato un'imposta massima di $ 18.000 sulle vendite di barche. Il comitato di stima delle entrate della Florida ha previsto che il primo anno lo Stato avrebbe perso $ 1,6 milioni di entrate fiscali. Un sondaggio è stato condotto sulle vendite di barche per il 2011 e ha scoperto che la Florida ha incassato $ 13.486.000 di entrate fiscali, quasi 10 volte più di quanto precedentemente raccolto.
Unione europea
L'Unione europea (UE) illustra anche il ruolo della concorrenza fiscale. Le barriere alla libera circolazione dei capitali e delle persone sono state ridotte portandole quasi all'inesistenza. Alcuni paesi (ad esempio Repubblica d'Irlanda ) hanno utilizzato i loro bassi livelli di imposta sulle società per attrarre ingenti investimenti stranieri, pagando al contempo le infrastrutture necessarie (strade, telecomunicazioni) tramite i fondi dell'UE. I contribuenti netti (come la Germania) si oppongono fermamente all'idea di trasferimenti di infrastrutture verso paesi a bassa tassazione. I contribuenti netti non si sono lamentati, tuttavia, delle nazioni beneficiarie come la Grecia e il Portogallo, che hanno mantenuto le tasse elevate e la cui economia non è divenuta prospera. L'integrazione dell'UE esercita continue pressioni anche per l'armonizzazione fiscale dei consumi. Le nazioni membri dell'UE devono avere un'imposta sul valore aggiunto (IVA) di almeno il 15 percento (la fascia IVA principale) e limitare l'insieme di prodotti e servizi che possono essere inclusi nella fascia d'imposta preferenziale. Tuttavia, questa politica non impedisce alle persone di utilizzare la differenza tra i livelli dell'IVA per l'acquisto di determinati beni (ad es. automobili). I fattori che maggiormente contribuiscono sono la moneta unica (euro), la crescita del commercio elettronico e la vicinanza geografica.
La pressione politica per l'armonizzazione fiscale si estende oltre i confini dell'UE. Alcuni paesi limitrofi con regimi fiscali speciali (ad esempio la Svizzera) erano già costretti ad alcune concessioni in questo settore.

## Critiche
I sostenitori della concorrenza fiscale affermano che in genere apporta benefici per i contribuenti e per l'economia globale.
Alcuni economisti sostengono che la concorrenza fiscale sia vantaggiosa nell'aumentare l'assunzione fiscale totale a causa delle basse aliquote dell'imposta sulle società che stimolano la crescita economica. Altri sostengono che la concorrenza fiscale è generalmente dannosa perché distorce le decisioni di investimento e quindi riduce l'efficienza dell'allocazione del capitale, ridistribuisce l'onere fiscale nazionale dal capitale e su fattori meno mobili come il lavoro e mina la democrazia costringendo i governi a modificare i sistemi fiscali in modi sgraditi agli elettori. Inoltre tende ad aumentare la complessità dei sistemi fiscali nazionali e internazionali, poiché i governi modificano costantemente i sistemi fiscali per tener conto del contesto fiscale "competitivo".
È stato anche affermato che, proprio come la concorrenza è positiva per le imprese, la concorrenza è positiva per i governi poiché favorisce l'efficienza e il buon governo del bilancio pubblico.
Altri sottolineano che la concorrenza fiscale tra paesi non ha alcuna relazione con la concorrenza tra società in un mercato: si consideri, ad esempio, la differenza tra una società fallita e uno stato fallito - e che mentre la concorrenza sul mercato è considerata generalmente vantaggiosa, la concorrenza fiscale tra paesi è sempre dannosa.
Alcuni osservatori suggeriscono che la concorrenza fiscale è generalmente una parte centrale di una politica del governo per migliorare la quantità di lavoro creando posti di lavoro ben pagati (spesso in paesi o regioni con prospettive di lavoro molto limitate). Altri suggeriscono che è vantaggioso principalmente per gli investitori, poiché i lavoratori avrebbero potuto essere pagati meglio (sia attraverso una tassazione più favorevole verso di loro, sia attraverso una maggiore ridistribuzione della ricchezza) se non fosse stato per la concorrenza fiscale abbassare le aliquote fiscali effettive sulle società.

L'Organizzazione per la cooperazione e lo sviluppo economico (OCSE) ha organizzato un progetto di concorrenza anti-tasse negli anni '90, culminando con la pubblicazione di " Concorrenza fiscale dannosa: un problema globale emergente " nel 1998 e la creazione di una lista nera di cosiddetti paradisi fiscali nel 2000. Le giurisdizioni nella lista nera hanno resistito efficacemente all'OCSE rilevando che anche molti dei paesi membri erano paradisi fiscali secondo la stessa definizione dell'OCSE.  
Gli economisti di sinistra sostengono generalmente che i governi hanno bisogno di entrate fiscali per coprire debiti e imprevisti e che pagare per finanziare uno stato sociale è un obbligo di responsabilità sociale. Un altro argomento è che la concorrenza fiscale è un gioco a somma zero. Gli economisti di destra sostengono che la concorrenza fiscale significa che i contribuenti possono votare con i piedi, scegliendo la regione con la fornitura più efficiente di servizi governativi. Questo rende la base imponibile di uno stato volontaria, perché il contribuente può evitare le tasse rinunciando alla cittadinanza o emigrando e cambiando in tal modo la residenza fiscale.